# Frederick Stafford
Frederick Stafford, nato Friedrich Strobel von Stein (Cecoslovacchia, 11 marzo 1928 – Lugano, 28 luglio 1979), è stato un attore austriaco, di origine ceca.

## Biografia
In grado di parlare fluentemente ceco, tedesco, inglese, francese e italiano, Stafford ebbe una breve ma intensa carriera cinematografica a livello internazionale.
Scoperto nel 1964 dal regista francese André Hunebelle, Stafford sostituì l'attore Kerwin Mathews nel ruolo dell'agente OSS 117 in due avventure di spionaggio, Oss 117 furia a Bahia (1965), accanto a Mylène Demongeot, e OSS 117 a Tokio si muore (1966), al fianco di Marina Vlady. Successivamente apparve in tre film bellici di produzione italiana, Dalle Ardenne all'inferno (1967) di Alberto De Martino, La battaglia di El Alamein (1969) di Giorgio Ferroni, e La battaglia d'Inghilterra (1969) di Enzo G. Castellari, e nel giallo francese L'uomo che valeva miliardi (1967) di Michel Boisrond.
Questi ruoli avventurosi posero Stafford all'attenzione di Alfred Hitchcock, che lo scritturò nel 1968 per interpretare il ruolo di primo piano dell'agente André Devereaux in Topaz (1969), film che però non ebbe un grande successo.
Negli anni successivi, la carriera di Stafford fu discontinua. Lavorò prevalentemente in Italia, dove interpretò il commissario Luca Micelli nel poliziesco Abuso di potere (1972). Cinque anni dopo Topaz lavorò nuovamente con l'attrice francese Claude Jade (che aveva impersonato sua figlia nello stesso film) nel thriller italiano La ragazza di via Condotti (1974), nel quale il personaggio di Stafford ha una breve storia d'amore platonico con il personaggio della Jade, nonostante una differenza di età fra loro di 20 anni.
Tra gli ultimi successi di Stafford sul grande schermo, da ricordare il poliziesco Hold-Up - Istantanea di una rapina (1974), una coproduzione italo-spagnola, Bianchi cavalli d'agosto (1976), al fianco di Jean Seberg, che era stata sua partner nel 1966 in Avventurieri per una rivolta, il thriller italiano La lupa mannara (1976).
Dal matrimonio con l'attrice tedesca Marianne Hold, l'attore ebbe un figlio, Roderick, nato nel 1964, divenuto cantante.
Stafford morì nel 1979, all'età di 51 anni, in un incidente aereo nei pressi di Lugano, in Svizzera nei pressi del lago di Sarnen. Un velivolo tipo Morane-Saulnier Rallye pilotato da Pavel Krahulec, M.D., dove Stafford era passeggero, si scontrò con un Piper Aircraft, pilotato dallo svizzero Alois Fischer di Thoune.

## Filmografia
- Oss 117 furia a Bahia (Furia à Bahia pour OSS 117), regia di André Hunebelle (1965)
- La trappola scatta a Beirut (Agent 505 - Todesfalle Beirut), regia di Manfred R. Köhler (1966)
- OSS 117 a Tokio si muore (Atout coeur à Tokyo pour O.S.S. 117), regia di Michel Boisrond (1966)
- Dalle Ardenne all'inferno, regia di Alberto De Martino (1967)
- Avventurieri per una rivolta (Estouffade à la Caraïbe), regia di Jacques Besnard (1967)
- L'uomo che valeva miliardi (L'Homme qui valait des milliards), regia di Michel Boisrond (1967)
- La battaglia di El Alamein, regia di Giorgio Ferroni (1969)
- La battaglia d'Inghilterra, regia di Enzo G. Castellari (1969)
- Topaz, regia di Alfred Hitchcock (1969)
- Abuso di potere, regia di Camillo Bazzoni (1972)
- Metti... che ti rompo il muso, regia di Giuseppe Vari (1973)
- La ragazza di via Condotti, regia di Germán Lorente (1974)
- Hold-Up - Istantanea di una rapina, regia di Germán Lorente (1974)
- La trastienda, regia di Jorge Grau (1975)
- Bianchi cavalli d'agosto, regia di Raimondo Del Balzo (1975)
- Sfida sul fondo, regia di Melchiade Coletti (1976)
- La lupa mannara, regia di Rino Di Silvestro (1976)

## Doppiatori italiani
- Giuseppe Rinaldi in Dalle Ardenne all'inferno
- Sergio Graziani in La battaglia d'Inghilterra
- Pino Colizzi in Abuso di potere
- Walter Maestosi in Topaz